# Багдадский университет
Багдадский университет (араб. جامعة بغداد‎, Jāmiʿāt Baḡdād) — высшее учебное заведение в Ираке.

## История
Багдадский университет был основан по заказу королевского правительства в 1957 году, на берегу реки Тигр. В 1962 году в состав университета был включён Университет Мунтасирия, где основной упор делался на преподавание права и литературы.